# パーソナルスペース

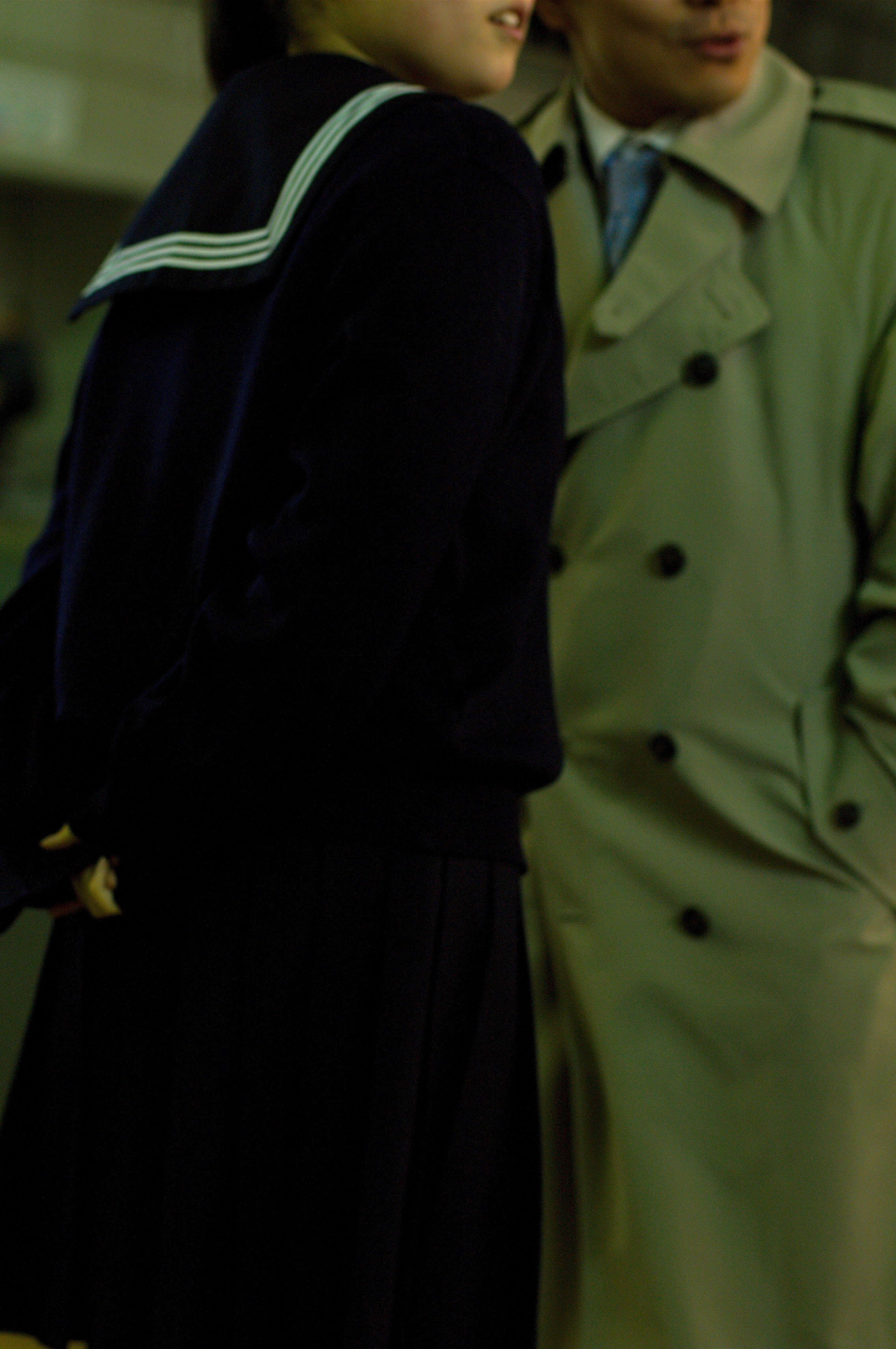
密接距離

パーソナルスペース（英: personal-space）とは、他人に近付かれると不快に感じる空間のことで、パーソナルエリア、個体距離、対人距離とも呼ばれる。一般に女性よりも男性の方がこの空間は広いとされているが、社会文化や民族、個人の性格やその相手によっても差がある。
一般に、親密な相手ほどパーソナルスペースは狭く（ある程度近付いても不快さを感じない）、逆に敵視している相手に対しては広い。相手によっては（ストーカーなど）距離に関わらず視認できるだけで不快に感じるケースもある。

## 対人距離の分類

Diagram of Edward T. Hall's personal reaction bubbles (1966), showing radius in feet

1966年、アメリカの文化人類学者のエドワード・T・ホールは、アメリカ東北部の大西洋沿岸地方出身の中流の成人の習性を観察した結果、対人距離を4つのゾーンに大別し、それらをさらに近接相と遠方相の2つに分類した。
その空間については、概ね次のとおりである。
| 類型                             | 概要                                             | 近接相                                                                          | 遠方相                                                                            |
| -------------------------------- | ------------------------------------------------ | ------------------------------------------------------------------------------- | --------------------------------------------------------------------------------- |
| 密接距離 (英: intimate distance) | ごく親しい人に許される空間。                     | 0 - 15 cm 抱きしめられる距離。                                                  | 15 - 45 cm 頭や腰、脚が簡単に触れ合うことはないが、手で相手に触れるくらいの距離。 |
| 個体距離 (英: personal distance) | 相手の表情が読み取れる空間。                     | 45 - 75 cm 相手を捕まえられる距離。                                             | 75 - 120 cm 両方が手を伸ばせば指先が触れあうことができる距離。                    |
| 社会距離 (英: social distance)   | 相手に手は届きづらいが、容易に会話ができる空間。 | 1.2 - 2 m 知らない人同士が会話をしたり、商談をする場合に用いられる距離。        | 2 - 3.5 m 公式な商談で用いられる距離。                                            |
| 公共距離 (英: public distance)   | 複数の相手が見渡せる空間。                       | 3.5 - 7 m 2者の関係が個人的なものではなく、講演者と聴衆と言うような場合の距離。 | 7 m 以上 一般人が社会的な要職にある人物と面会するような場合におかれる距離。       |

## 西出和彦の定義
西出は対人距離をつぎのように分類している（松原らから引用）。
排他域
50 cm 以下。絶対的に他人を入れたくない範囲で、会話などはこんなに近づいては行わない。
会話域
50 cm - 1.5 m。日常の会話が行われる距離である。 このゾーンに入ると会話することが強制的であるような距離圧力を受ける。すなわち会話なしではいられない。もし会話がないときは何らかの「居ること」の理由を必要とする。
近接域
1.5 - 3 m。普通、会話をするためにこのゾーンに入るが、会話をしないでこのゾーンに居続けることも不可能ではない。距離圧力としては微妙なゾーンであり、しばらく会話なしでいると居心地が悪くなる距離である。
相互認識域
3 - 20 m。このゾーンでは、知り合いであるかどうかが分かり、相手の顔の表情も分かる。普通、挨拶が発生する距離である。特に、3 - 7 mの距離では、知り合いを無視することはできない。

## ギャラリー

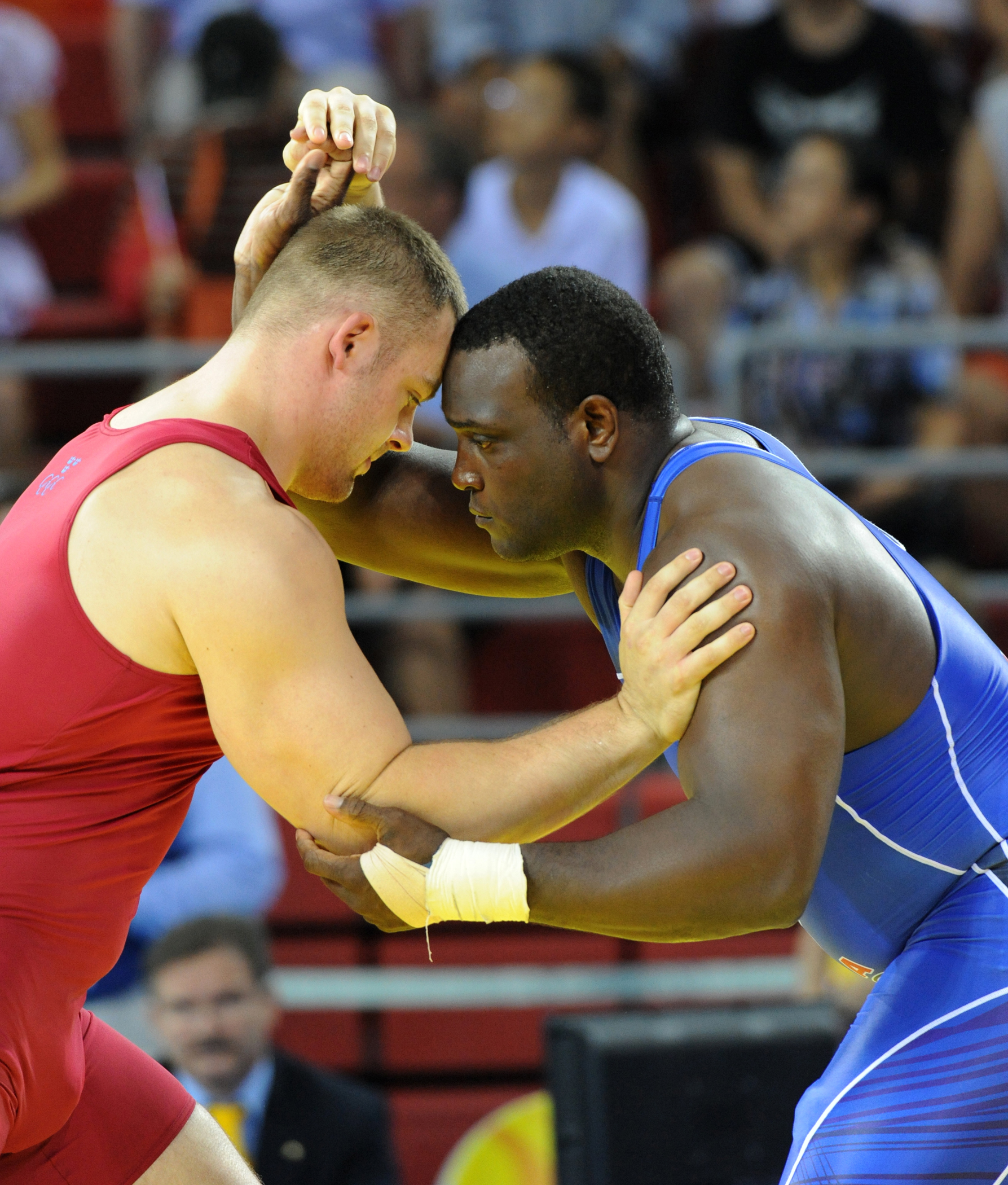
グレコローマンスタイル・レスリング
間に物が置いてある
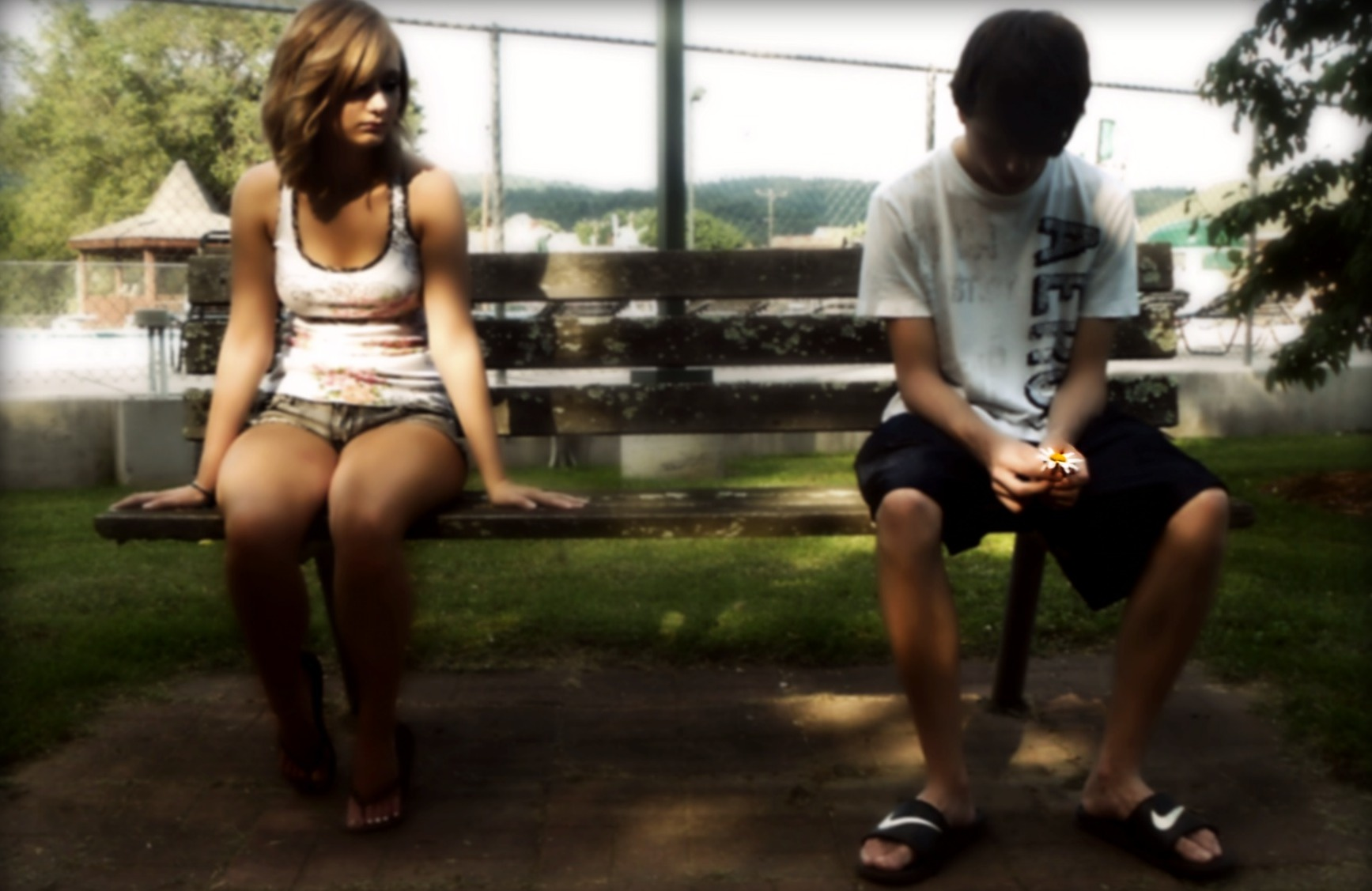
少し距離感
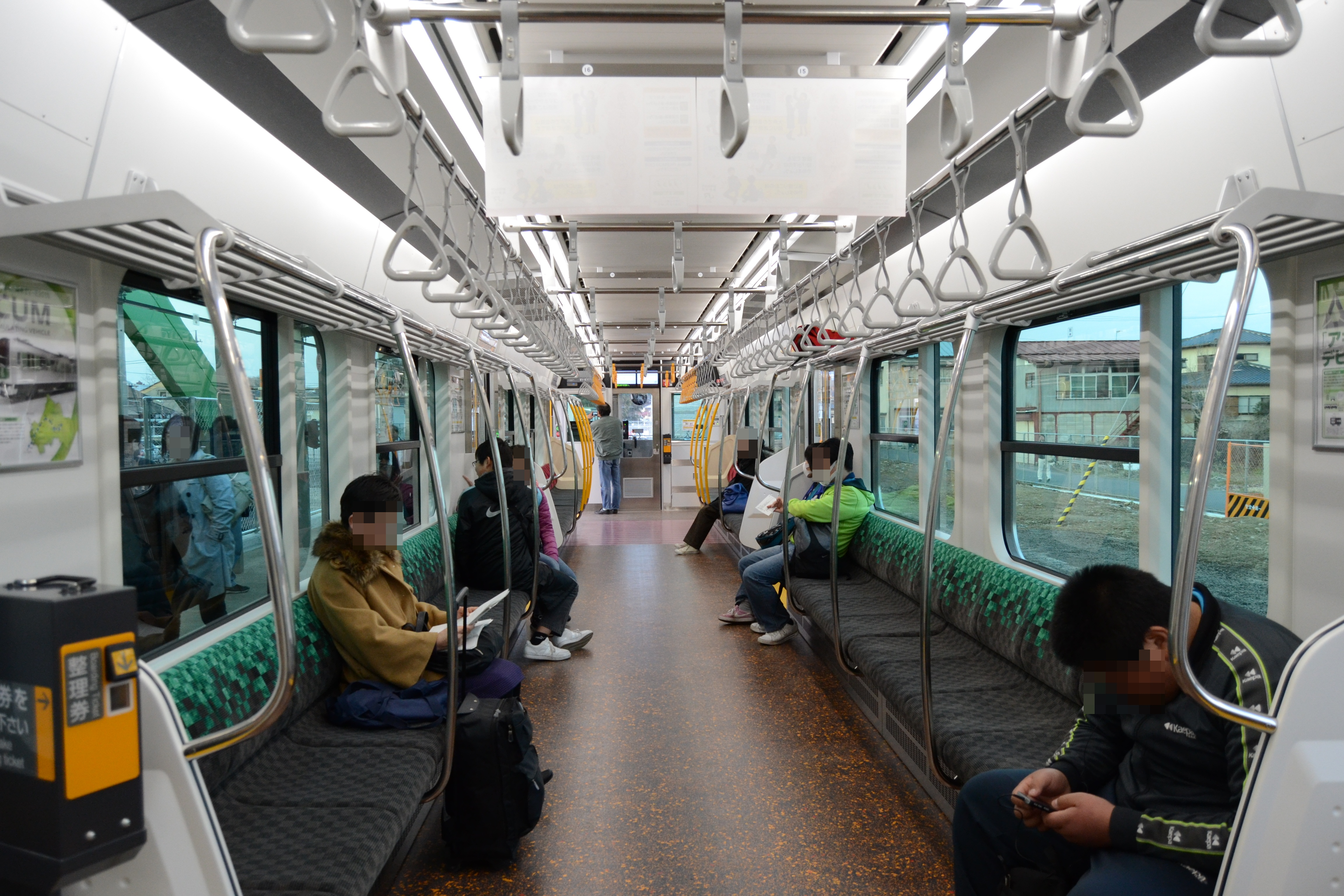
離れて座る乗客（空いている電車）
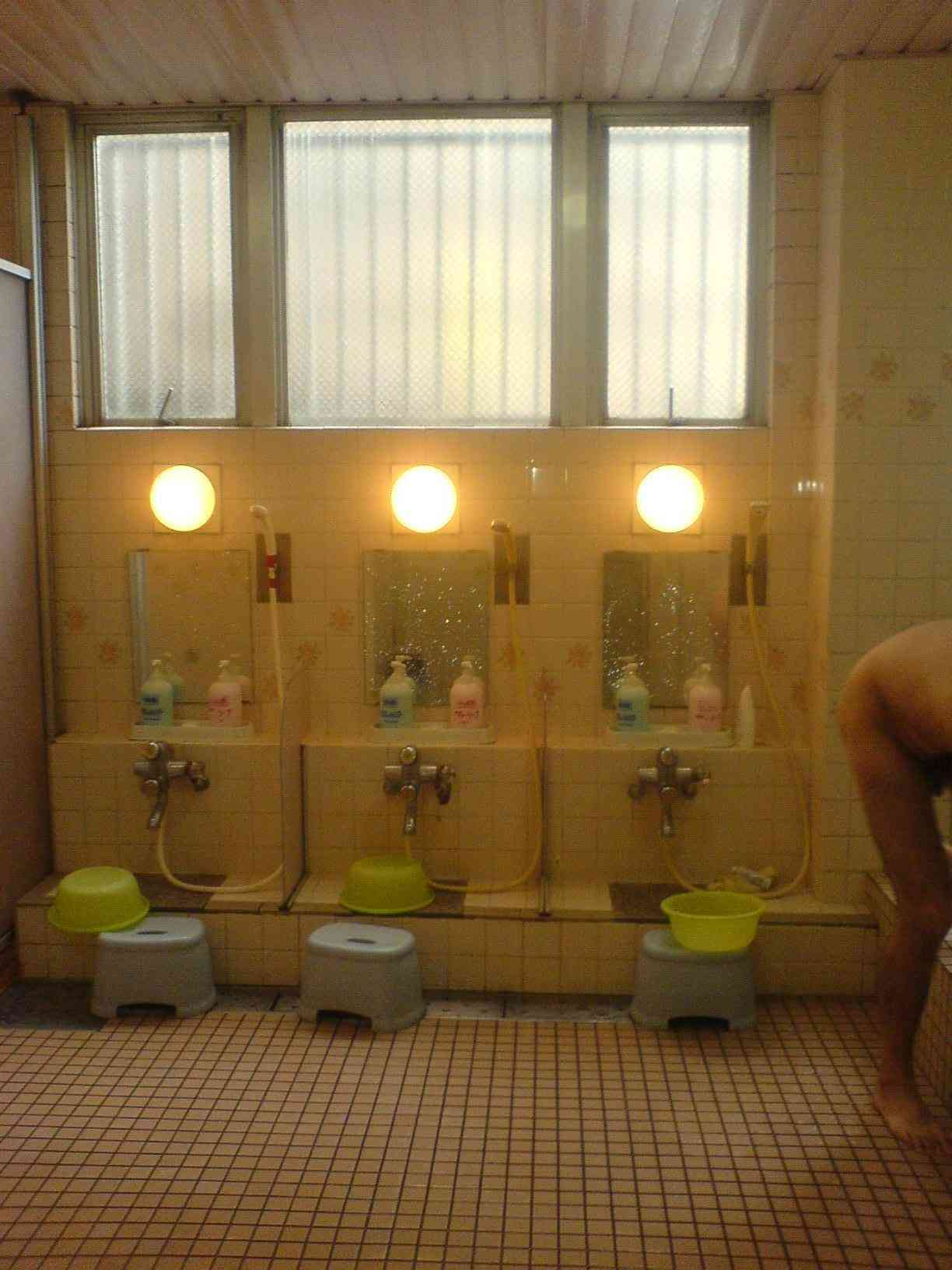
適度の仕切り（公衆浴場の洗い場）
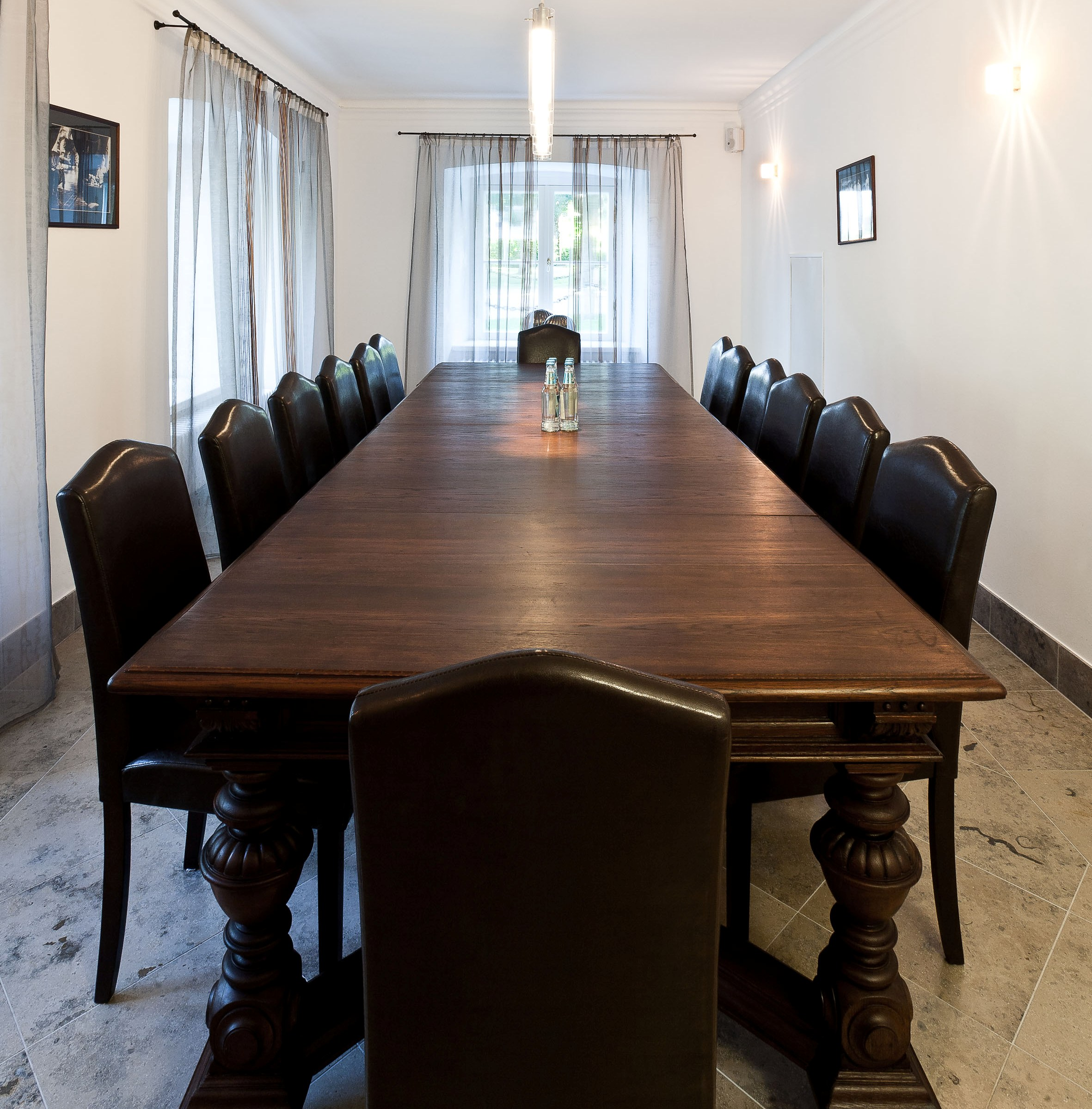
会議室の大きな机